# ラウンド・ミッドナイト (映画)
『ラウンド・ミッドナイト』（原題：Round Midnight）は、1986年のアメリカ・フランス合作の音楽映画。ベルトラン・タヴェルニエ監督、タヴェルニエとデヴィッド・レイフィール脚本、ジャズ・サックス奏者のデクスター・ゴードンが主演。ハービー・ハンコックがアカデミー作曲賞を受賞し、デクスター・ゴードンもアカデミー主演男優賞にノミネートされた。
タイトルはセロニアス・モンクの1943年の曲「ラウンド・ミッドナイト」に由来しており、この映画ではハンコック編曲で使用されている。
主人公のジャズマン、デイル・ターナーは、実在のジャズ界のレジェンド、レスター・ヤング（テナーサックス）とバド・パウエル（ピアノ）をモデルにしている。この映画はフィクションだが、フランス人作家フランシス・ポドラスの回想録/伝記『La Danse des Infidels（直訳：異教徒の踊り）』から直接引用されている。ポドラスはパリ駐在時代にパウエルと親しく、フランシスのキャラクターはポドラスに基づいている。

## スタッフ
- 監督：ベルトラン・タヴェルニエ
- 製作：アーウィン・ウィンクラー、ロバート・チャートフ
- 脚本：ベルトラン・タヴェルニエ、デヴィッド・レイフィール
- 撮影：ブリュノ・ド・ケイゼル
- 音楽：ハービー・ハンコック

## キャスト
- デクスター・ゴードン：デイル・ターナー
- フランソワ・クリュゼ：フランシス
- ロネッテ・マッキー：ダーシー
- マーティン・スコセッシ：興行師
- ハービー・ハンコック：エディ
- ボビー・ハッチャーソン：エース

## ストーリー
パリを舞台に、ジャズ・ミュージシャンのデイル・ターナーと、デイルの音楽を愛しサポートする青年フランシスの友情を描く。
実在のジャズ・ピアニスト、バド・パウエルがパリで活動していた時期の実話が元になっており、フランシスのモデルも実在のフランス人デザイナー。

## 音楽
この映画の音楽はハービー・ハンコックが担当し、ワーナー・ブラザーズが所有する既存のジャズ・スタンダード曲がほとんどであるが、ハンコックが書いたオリジナル曲もいくつか含まれている。サウンドトラックは「ラウンド・ミッドナイト」と「ラウンド・ミッドナイトの向こう側」の2部構成で、デクスター・ゴードンの名義でリリースされ、彼の最後のレコーディングが収録されているが、ゴードンはすべてのトラックに参加しているわけではない。両アルバムともハンコックがプロデュースし、アレンジした。

### トラックリスト
1. "ラウンド・ミッドナイト" (セロニアス・モンク, バーニー・ハニゲン, クーティ・ウィリアムス) – 5.35
2. "Body and Soul"  (en:Edward Heyman, en:Robert Sour, en:Frank Eyton, en:Johnny Green) – 5.54
3. "Bérangère's Nightmare" (Hancock) – 3.06
4. "Fair Weather" (ケニー・ドーハム) – 6.05
5. "en:Una Noche con Francis" (バド・パウエル) – 4.22
6. "The Peacocks" (en:Jimmy Rowles) – 7.16
7. "en:How Long Has This Been Going On?" (アイラ・ガーシュウィン, ジョージ・ガーシュウィン) – 3.12
8. "en:Rhythm-a-Ning" (Monk) – 4.11
9. "Still Time" (Hancock) – 3.50
10. "Minuit aux Champs-Elysées" (en:Henri Renaud) – 3.26
11. "Chan's Song (Never Said)" (スティーヴィー・ワンダー, Hancock) – 4.15

- フランス、エピネー＝シュル＝セーヌのStudio Eclairでライブ録音 パリのStudio DavoutとStudio Phillipe Sarde で追加録音